# Idalus ochracea
Idalus ochracea är en fjärilsart som beskrevs av Rothschild 1909. Idalus ochracea ingår i släktet Idalus och familjen björnspinnare. Inga underarter finns listade i Catalogue of Life.